# سیارک ۲۷۵۷
سیارک ۲۷۵۷ (به انگلیسی: 2757 Crisser، نامگذاری:1977VN) دو هزار و هفتصد و پنجاه و هفتمین سیارک کشف شده‌است که در ۱۱ نوامبر ۱۹۷۷ کشف شد.
قدر مطلق سیارک برابر ۱۱٫۳۰ است.